# Zygoptera
Gli Zigopteri (Zygoptera de Sélys Longchamps, 1854), conosciuti anche come damigelle, sono un sottordine di insetti dell'ordine Odonata.

## Descrizione
Hanno corpo allungato e sottile, occhi grandi e antenne molto corte, simili a setole, con ali anteriori e posteriori simili, che durante la fase di riposo sono adagiate sul dorso.
Si distinguono dagli Anisoptera perché questi ultimi hanno ali posteriori più larghe e sviluppate rispetto a quelle anteriori. Ciò rende gli Anisotteri molto più abili nel volo. Inoltre, a differenza degli Zigotteri, gli Anisotteri a riposo tengono sempre le ali distese orizzontalmente rispetto al corpo, eccetto per il genere Cordulephya.

## Biologia
Vivono vicino a fiumi, laghi o stagni, e sono predatori di altri insetti più piccoli. Le uova sono generalmente deposte su piante che si trovano in ambiente acquatico.

## Tassonomia

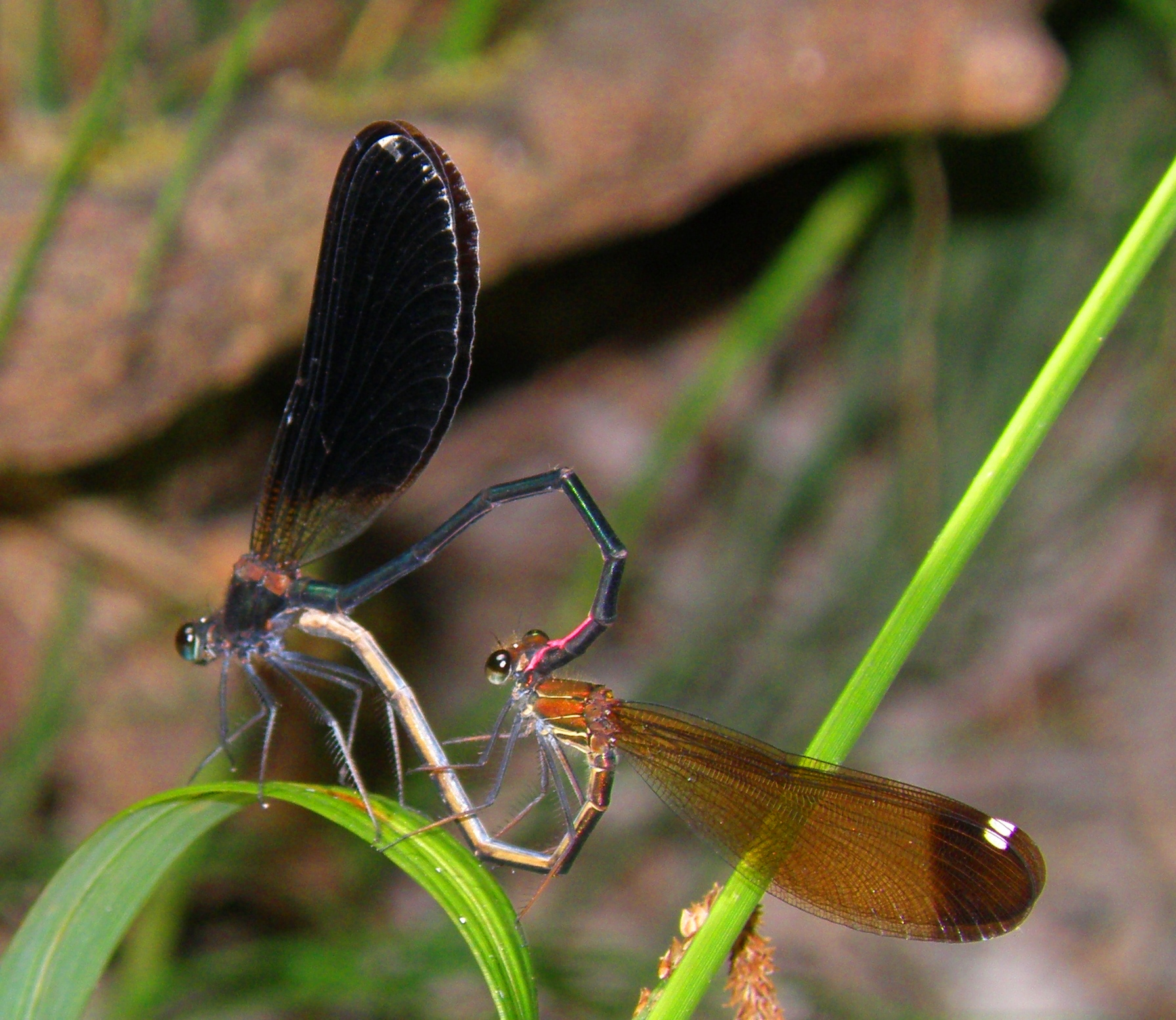
Due damigelle Calopteryx haemorrhoidalis durante l'accoppiamento

Il sottordine Zygoptera comprende 4 superfamiglie:
- Superfamiglia Calopterygoidea
  - famiglia Amphipterygidaea
  - famiglia Calopterygidae
  - famiglia Chlorocyphidae
  - famiglia Diphlebiidae
  - famiglia Euphaeidae
  - famiglia Polythoridae
  - famiglia Thaumatoneuridae
- Superfamiglia Coenagrionoidea
  - famiglia Coenagrionidae
  - famiglia Isostictidae
  - famiglia Platycnemididae
  - famiglia Platystictidae
  - famiglia Protoneuridae
  - famiglia Pseudostigmatidae
- Superfamiglia Hemiphlebioidea
  - famiglia Hemiphlebiidae
- Superfamiglia Lestoidea
  - famiglia Chorismagrionidae
  - famiglia Lestidae
  - famiglia Lestoideidae
  - famiglia Megapodagrionidae
  - famiglia Perilestidae
  - famiglia Synlestidae

### Alcune specie

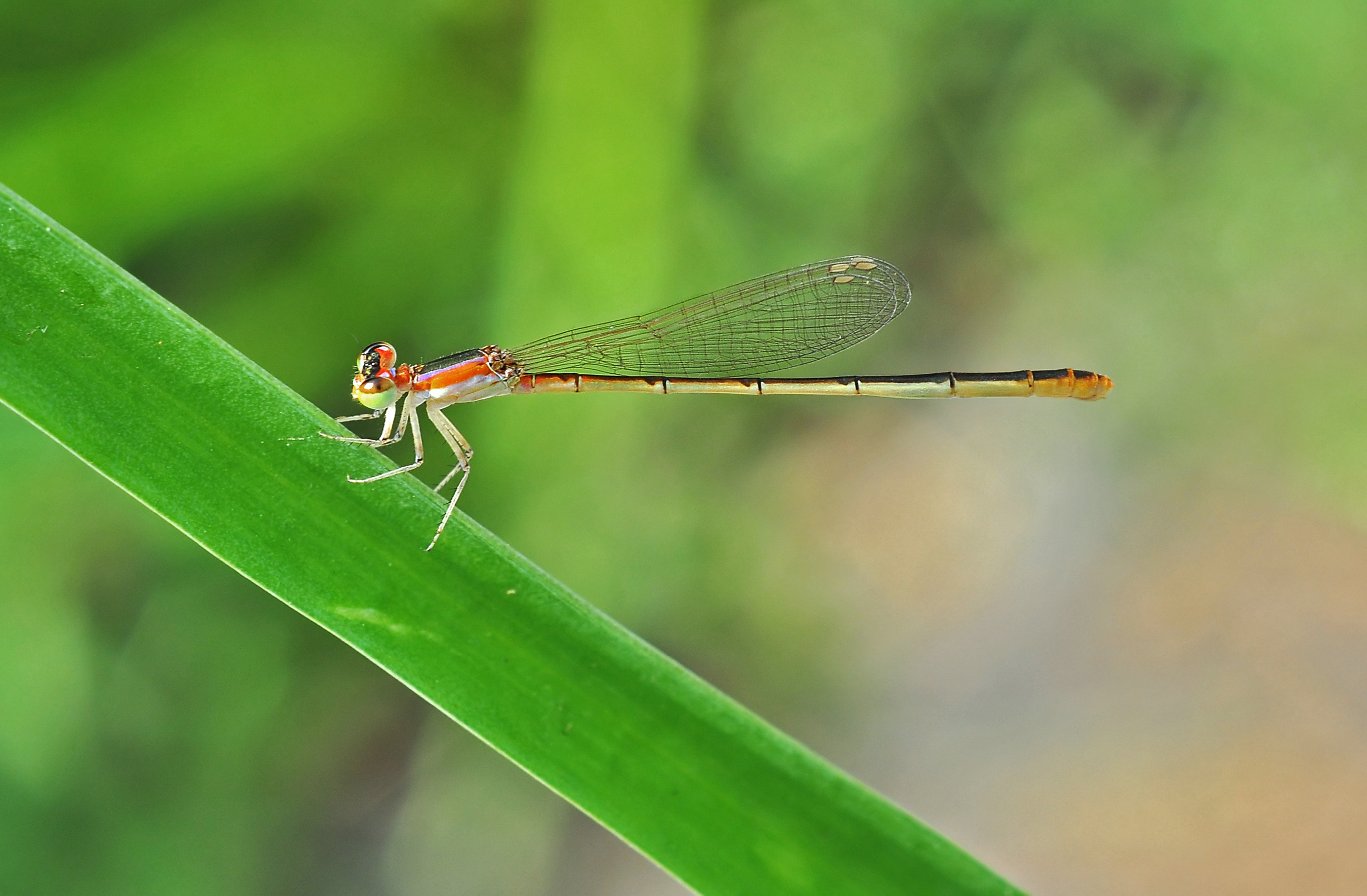
Agriocnemis pygmaea (femmina)
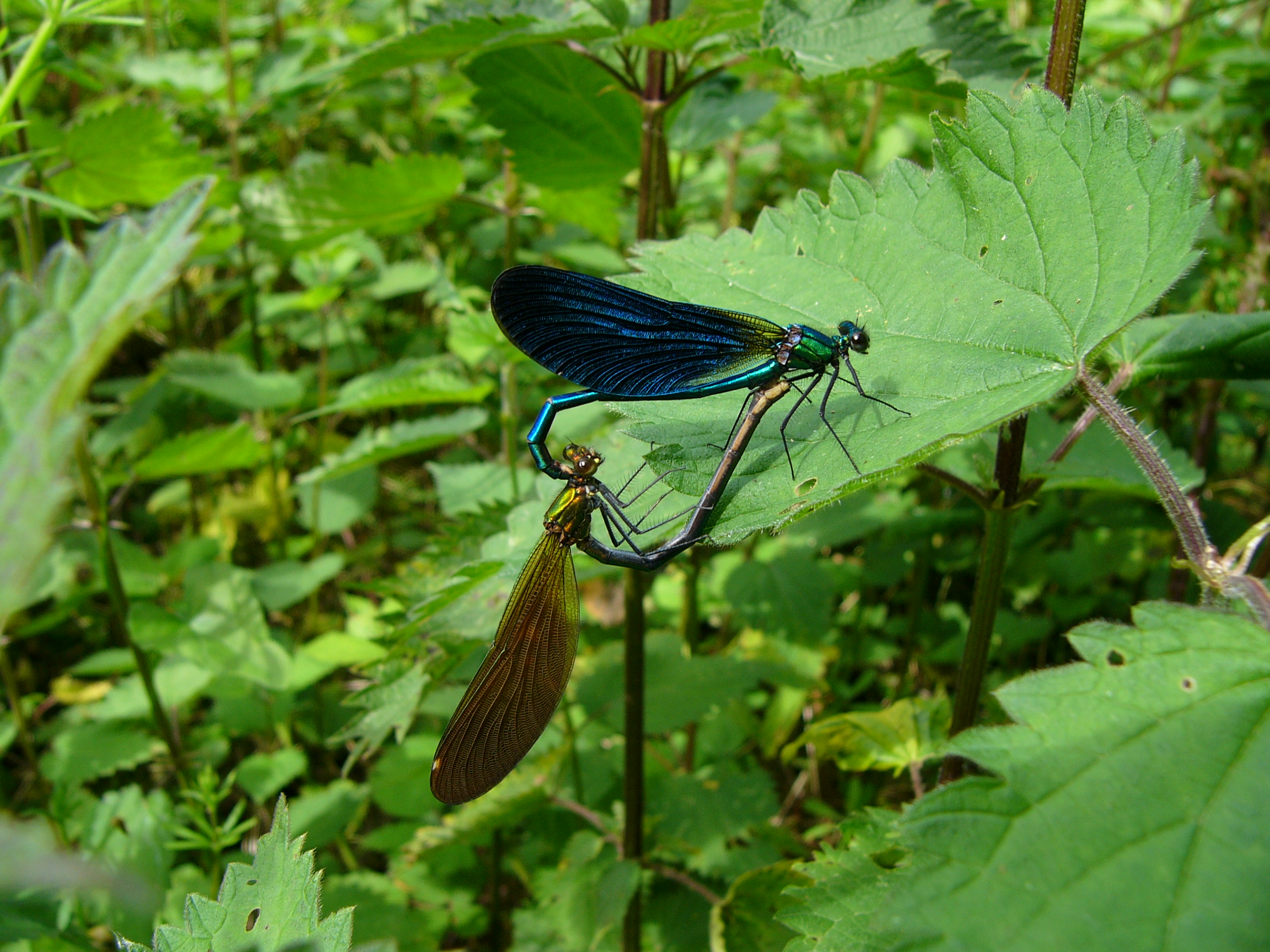
Calopteryx splendens
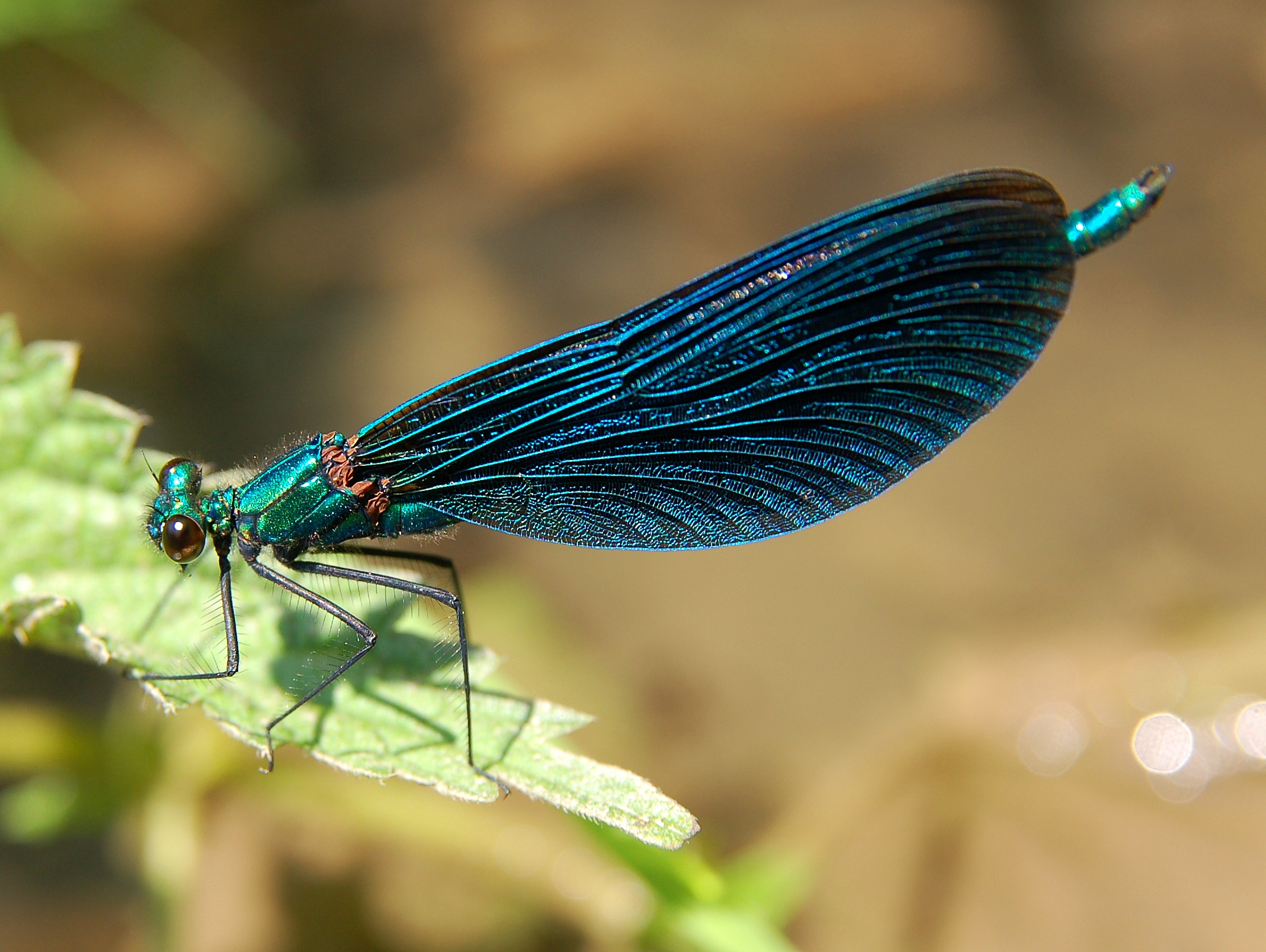
Calopteryx virgo (maschio)
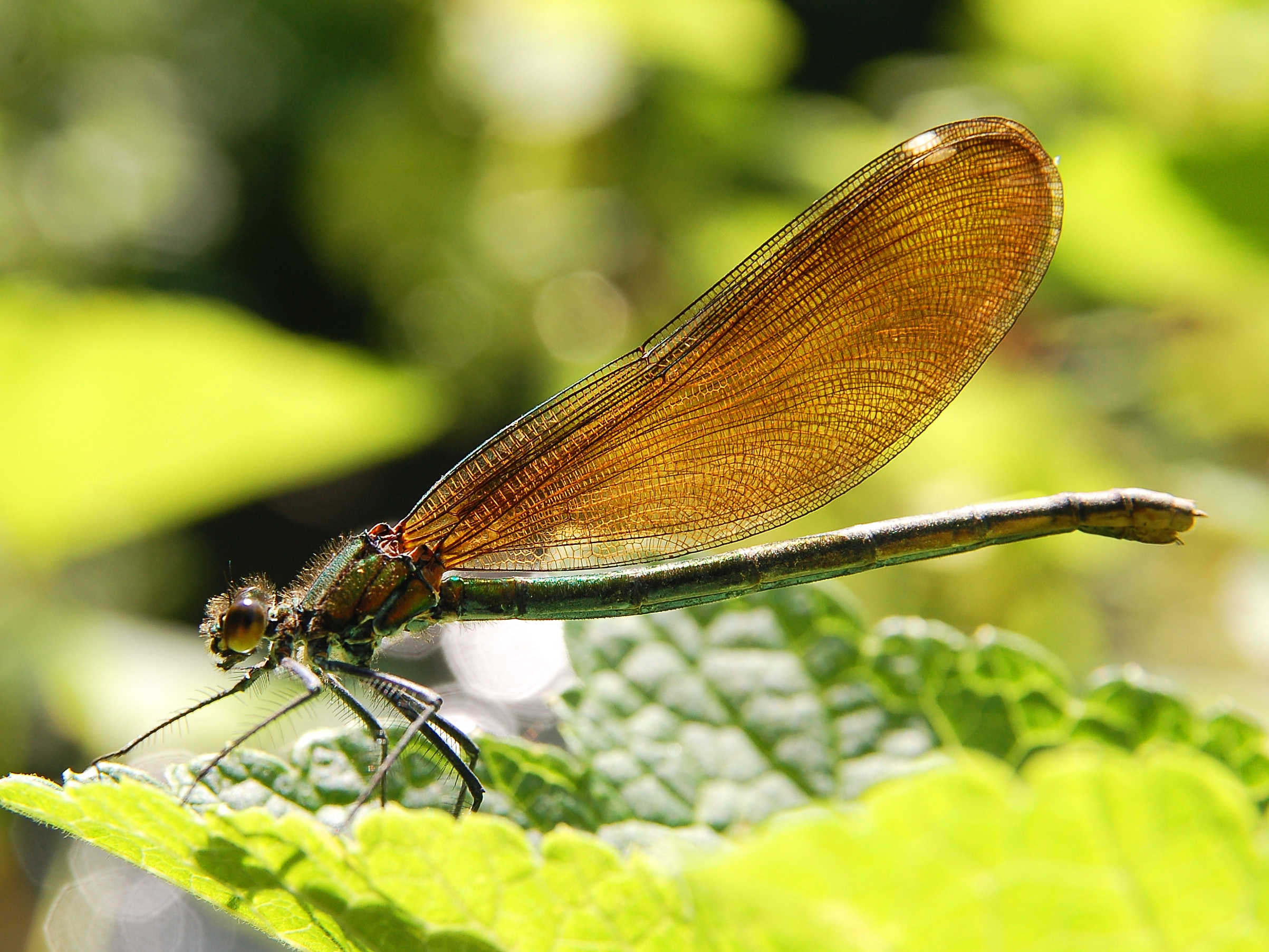
Calopteryx virgo (femmina)
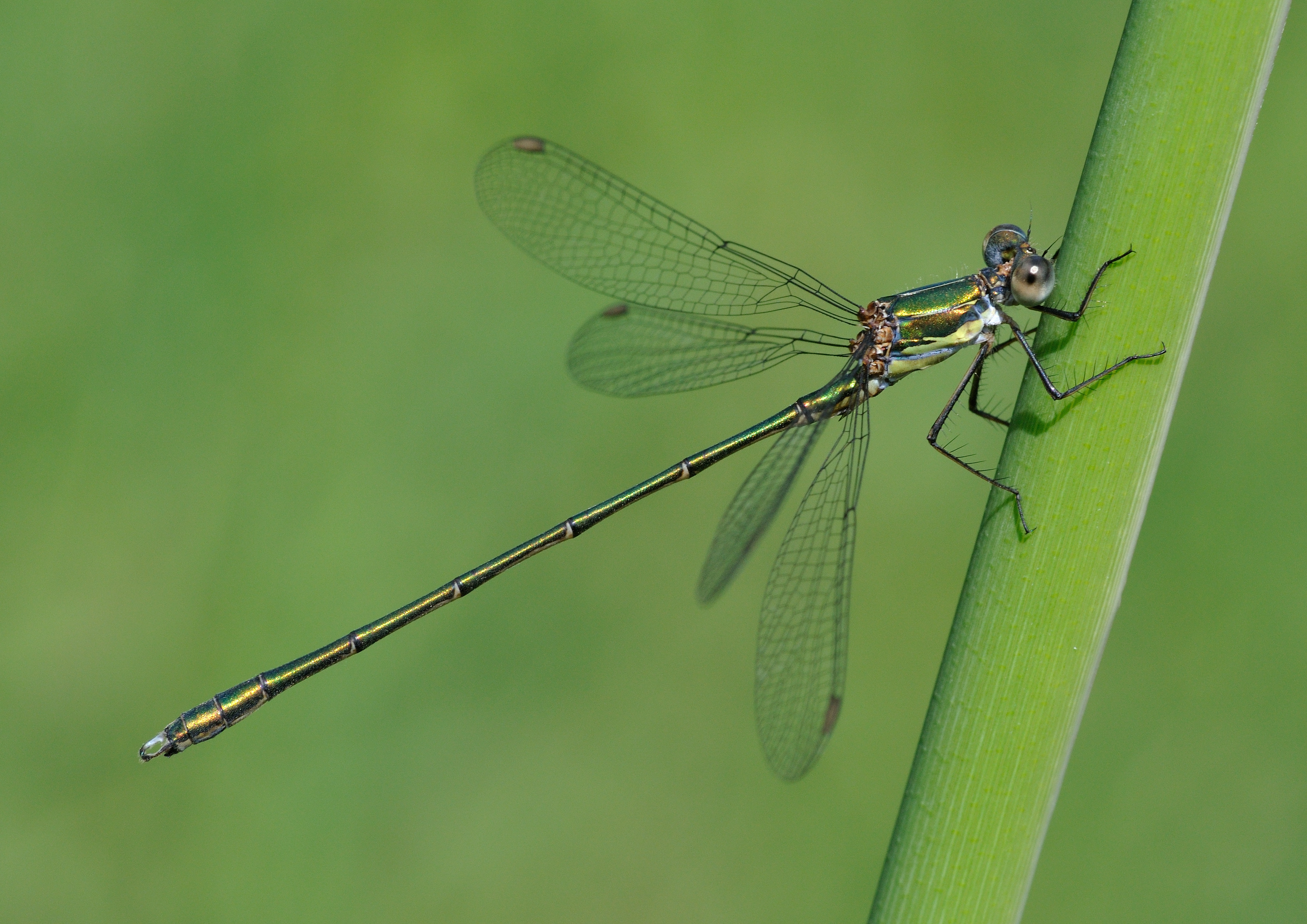
Chalcolestes viridis (maschio)
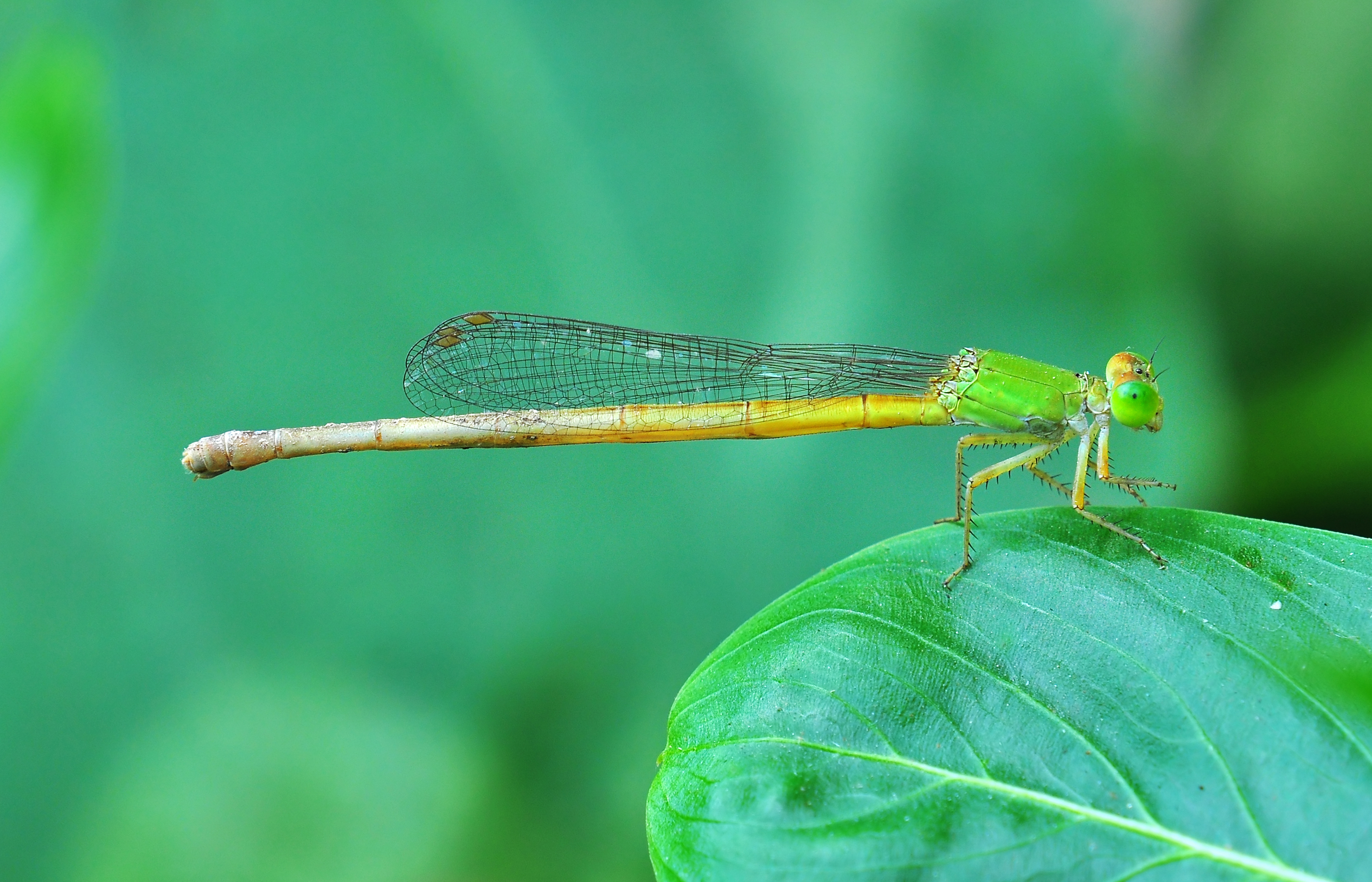
Ceriagrion coromandelianum
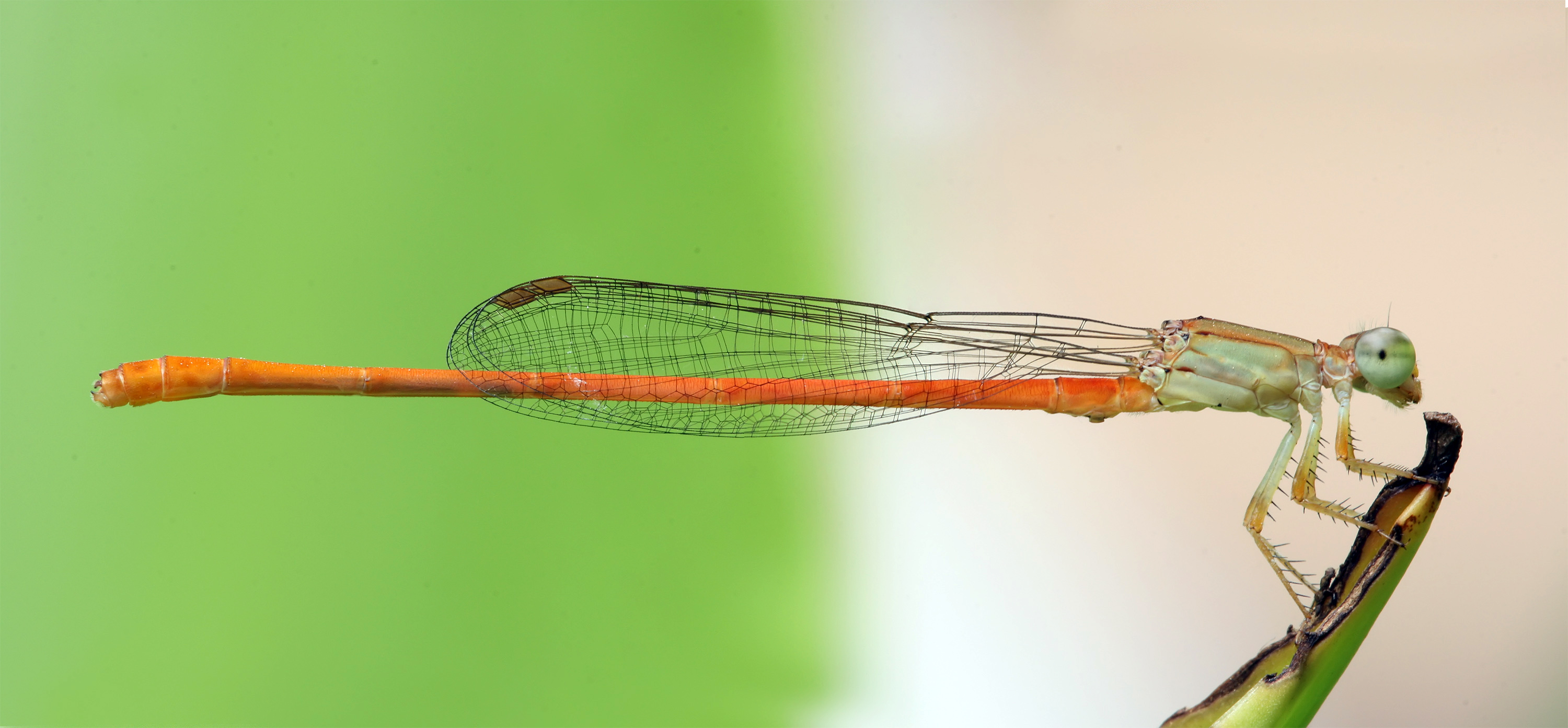
Ceriagrion glabrum (maschio)
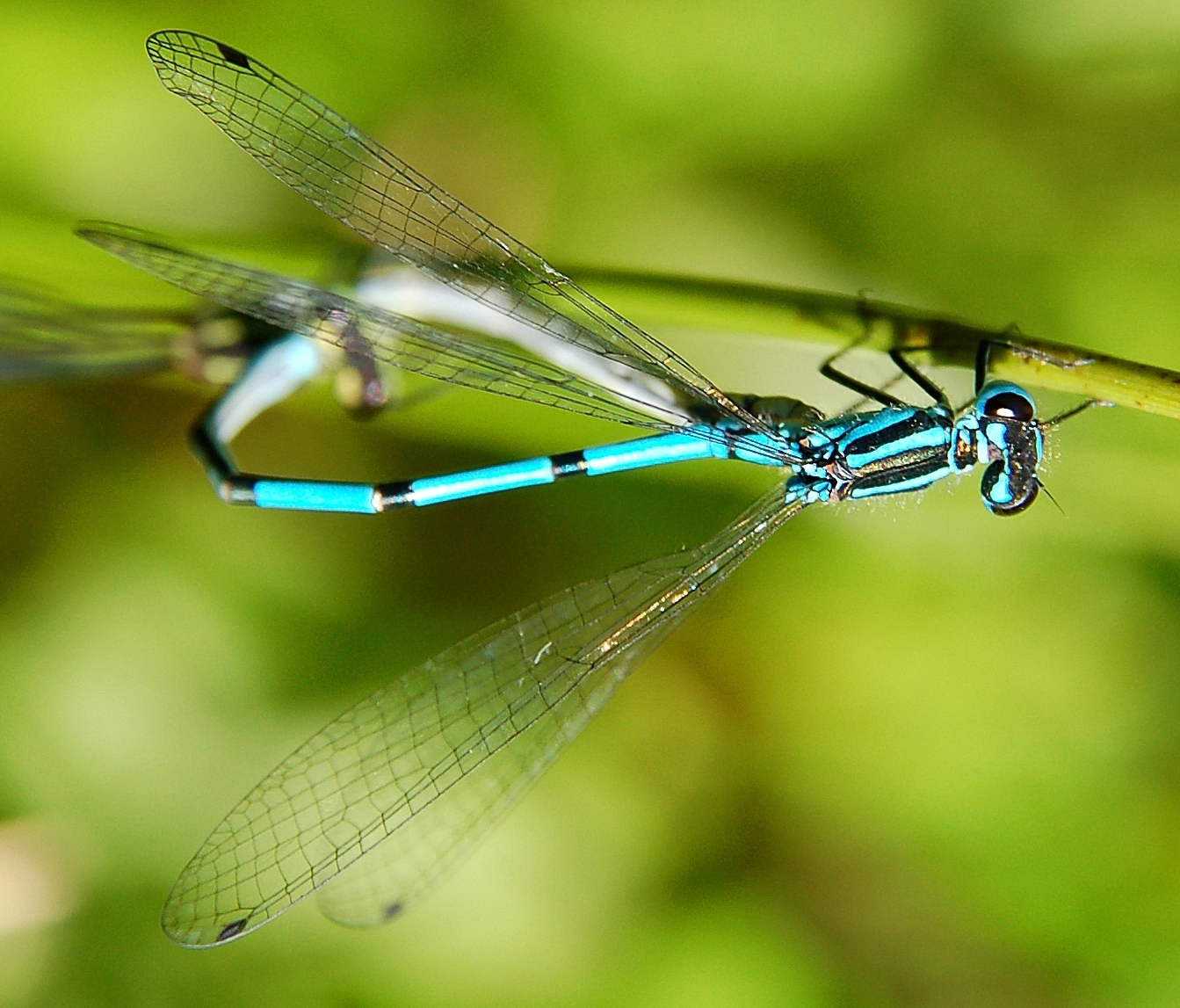
Coenagrion puella
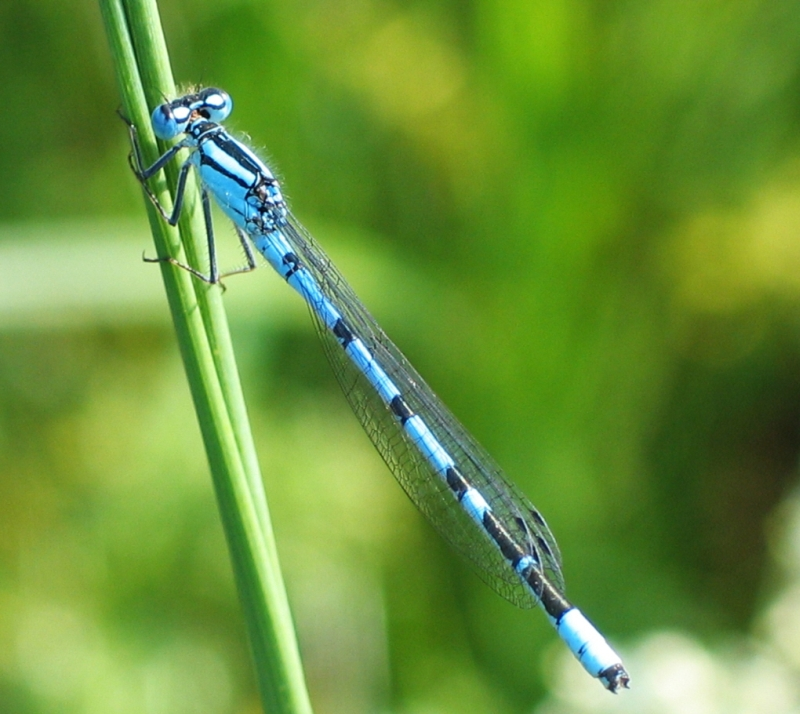
Enallagma cyathigerum
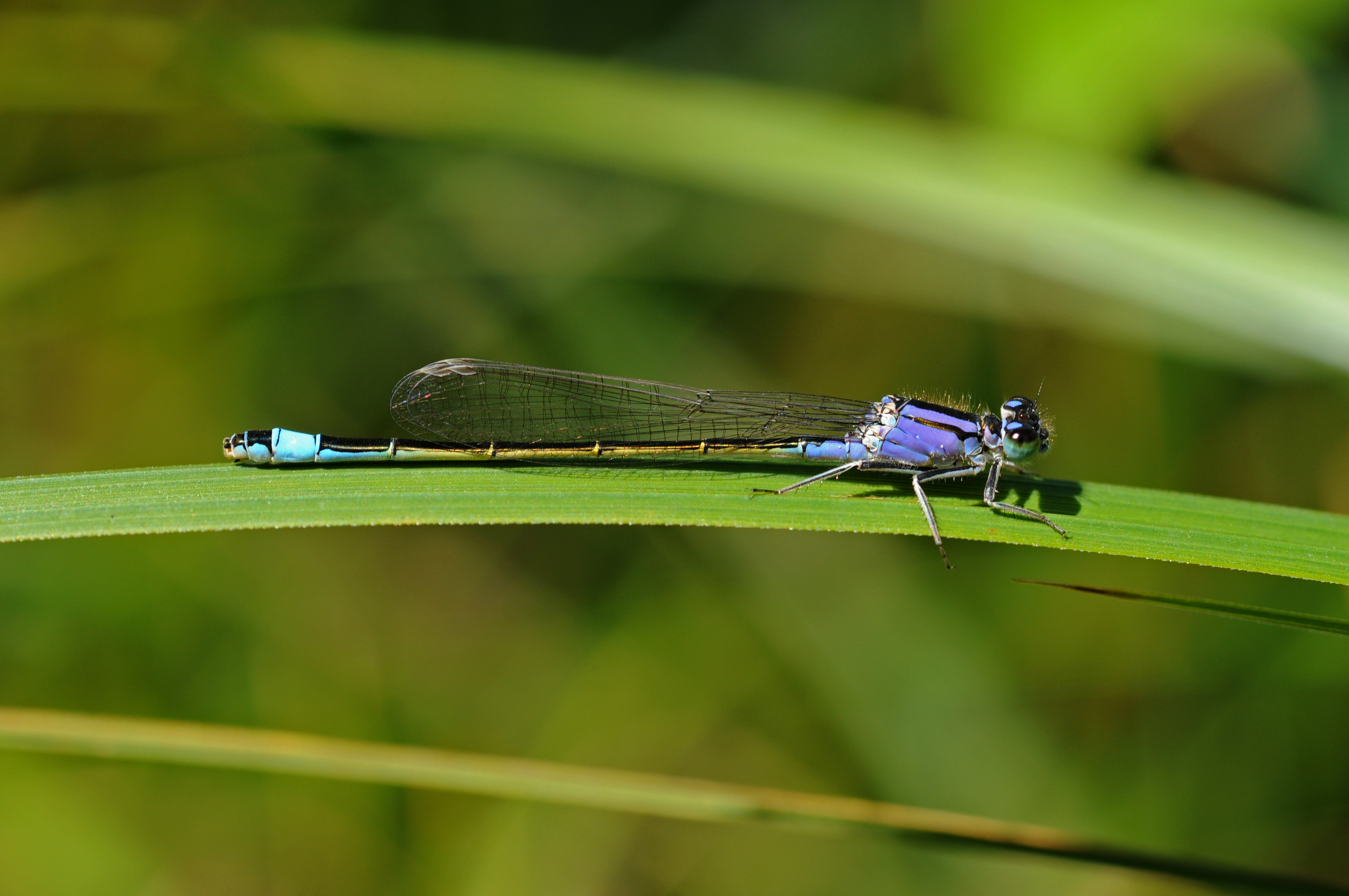
Ischnura elegans
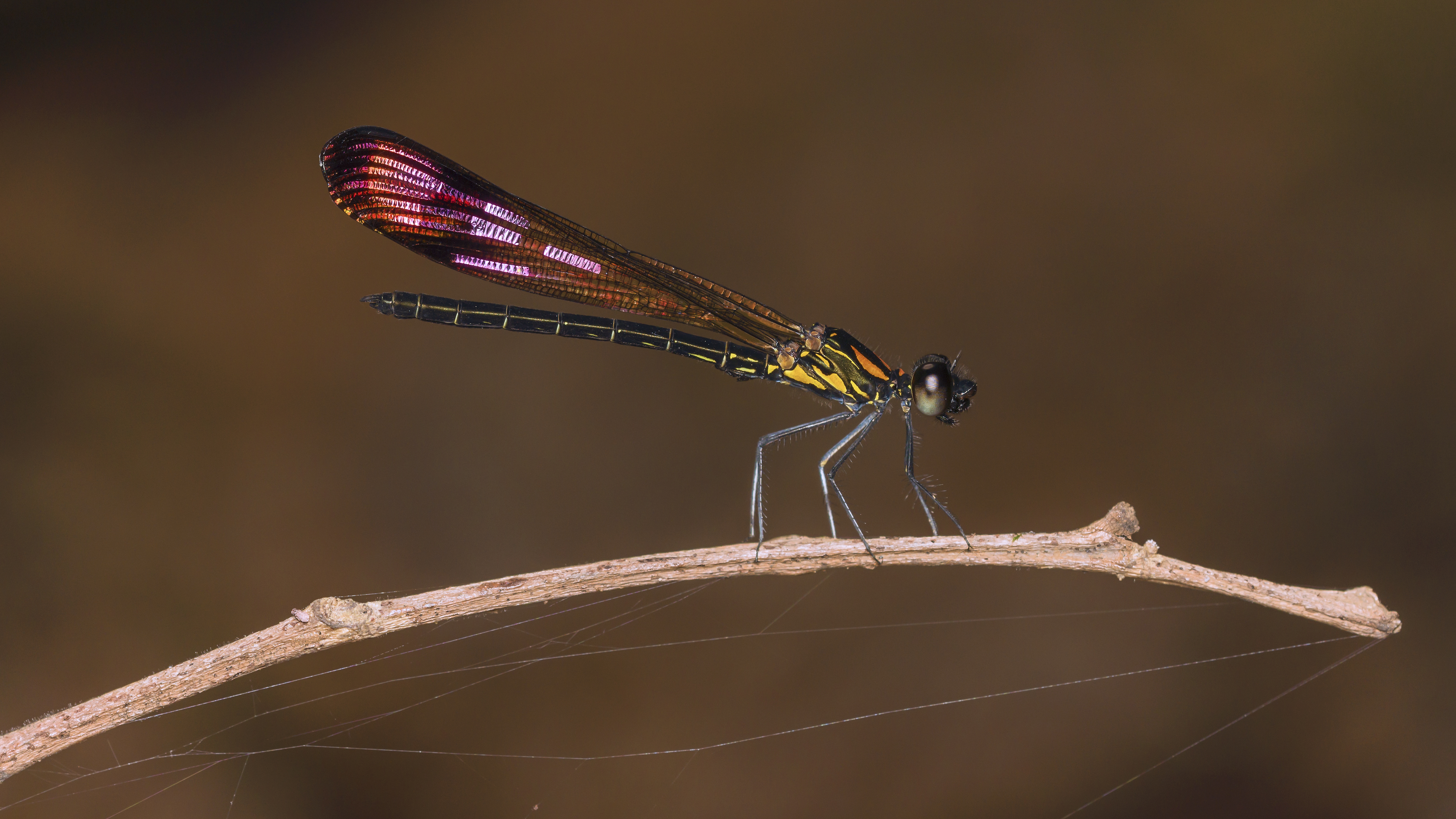
Heliocypha bisignata
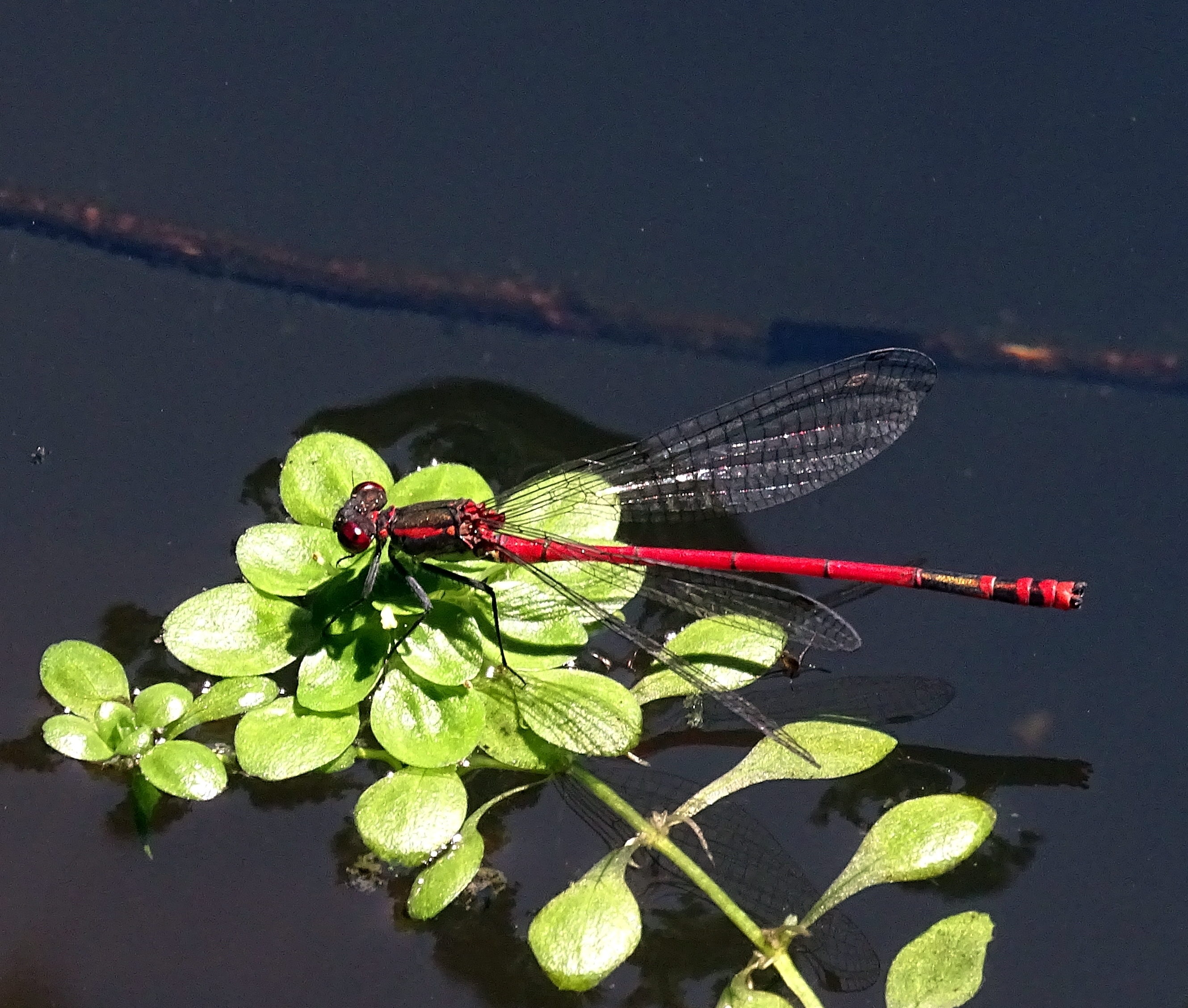
Pyrrhosoma nymphula